# Psautier de Basile II
Le psautier de Basile II est un manuscrit enluminé byzantin contenant le texte des psaumes. Il a été copié et peint à destination de l'empereur Basile II. Il est actuellement conservé à la Biblioteca Marciana à Venise (Gr.Z17).

## Historique
Le manuscrit a sans doute été commandé vers 1017-1018, date à laquelle l'empereur Basile II remporte une victoire définitive sur les Bulgares, au moment de son retour triomphal à Constantinople. Il a sans doute été peint dans un atelier de la ville. Plus tard, au XIVe siècle, le manuscrit est conservé au Monastère Peribleptos à Mistra dans le Péloponnèse, comme l'indique une annotation au folio 410v. Au siècle suivant, il appartient au patriarche latin de Constantinople et cardinal Basilius Bessarion. Ce manuscrit et l'ensemble de la bibliothèque de ce dernier est donné à la ville de Venise en 1468 pour constituer la biblioteca Marciana.

## Description

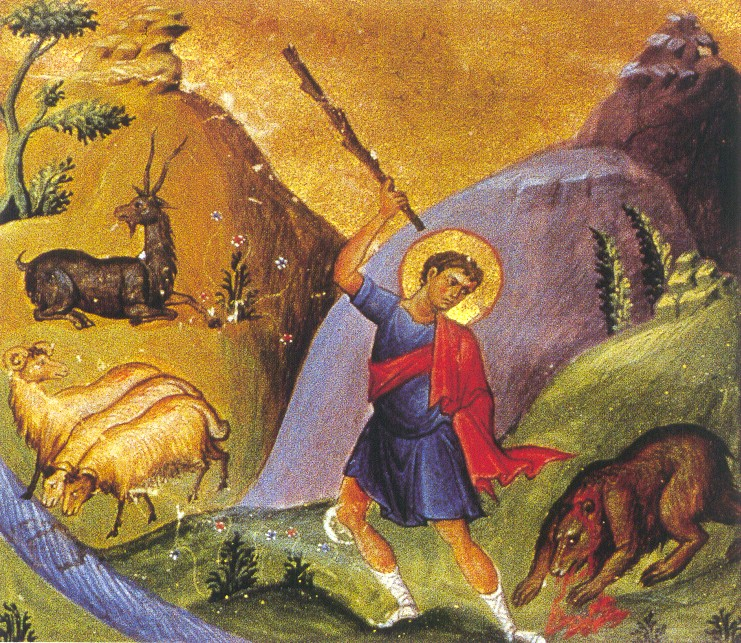
David tuant l'ours, la deuxième des 6 miniatures de la vie de David.

Le manuscrit contient le texte du livre des Psaumes, même s'il manque le psaume 151 contrairement à l'habitude. Le texte est complété de gloses de pères de l'Église. Le manuscrit est surtout connu pour les deux miniatures en pleine page qui marquent le début du livre.
La première miniature représente l'empereur Basile II écrasant ses ennemis (f.IIIr). Il s'agit du plus ancien portrait impérial dans un manuscrit grec. Il est représenté en tenue militaire, vêtu d'une cotte de mailles et tenant dans les mains une épée et une lance que lui tend l'archange saint Michel. Il porte un diadème sur la tête que lui apporte l'archange Gabriel. Le Christ se tient dans une nimbe au-dessus de lui tenant lui aussi un diadème. De chaque côté de lui sont représentés les bustes de saints militaires dans des vignettes ou des médaillons : il s'agit de Théodore Tiron, Démétrios de Thessalonique, Georges de Lydda, Procope d'Antioche et Mercure de Césarée et un sixième en bas à gauche dont le nom est désormais effacé mais qui a été identifié à Nestor de Thessalonique (en). Cette composition d'un personnage entouré de six bustes de saints a sans doute été emprunté à d'autres miniatures religieuses byzantines, représentant généralement le Christ entouré des bustes de la Vierge et de saint Jean Baptiste et des quatre évangélistes. À ses pieds, huit personnes, peut-être des Bulgares, sont représentées en situation de proskynèse, prosternés devant l'empereur. 
La seconde miniatures contient six scènes de la vie de David (f.IVv). Il s'agit de Samuel oignant David, David tuant l'ours, David tuant le lion, David lançant sa fronde à Goliath, David jouant de la lyre et David en pénitence devant Nathan après son adultère avec Bethsabée. Selon Iōánnīs Spatharákīs, cette miniature, à la suite de modifications de la reliure des cahiers du livre, pourrait avoir été placée autrefois en face de la miniature de l'empereur. Il pourrait s'agir d'une métaphore de la victoire de l'empereur, qui vainc ses ennemis et ses propres pêchés. Son iconographie reprend celle qui se retrouve sur les coffrets en ivoire de cette époque.